# 神戸市立鵯台中学校
神戸市立鵯台中学校（こうべしりつひよどりだいちゅうがっこう）は、兵庫県神戸市北区にある公立中学校。

## 沿革
- 1973年4月1日 - 開校。

## 部活動

### 運動部
- 野球部
- ソフトテニス部
- 男子バスケットボール部
- 女子バレーボール部

### 文化部
- 吹奏楽部
- 創芸部

## 校区
- 神戸市立ひよどり台小学校

## 制服
- 夏服はカッターシャツ、スラックス、ブラウス、吊りスカートである。
- 冬服は学生服かブレザー、ベスト、ブラウス、吊りスカートである。

## 卒業生
- 伊東浩司 - 陸上競技

## 通学区域が隣接している学校
- 神戸市立白川台中学校
- 神戸市立須磨北中学校
- 神戸市立雲雀丘中学校
- 神戸市立山田中学校